# واسپ-۷۶بی
واسپ-۷۶بی (انگلیسی: WASP-76b) یک سیاره فرا خورشیدی داغ است که در سال ۲۰۱۳ کشف شد و در صورت فلکی حوت دیده می‌شود. این سیاره به دور یک ستاره‌ای از نوع F BD+01 316 (واسپ-۷۶) می‌چرخد و اندازهٔ آن ۰٫۹۲ برابر جرم مشتری است.
دمای تعادل این سیاره ۱٫۹۲۰ درجه سانتی گراد (۲۱۹۰ کلوین) است، اما دمای روز اندازه‌گیری شده هنوز از ۲۲۲۲ ± ۲۰۰ درجه سانتی گراد (۲۵۰۰ ± ۲۰۰ کلوین) گرمتر است. بسیاری از مشتری‌های داغ از نظر جزر و مدی قفل هستند یعنی همیشه نیمکره یکسانی از آنها رو به ستاره میزبانشان قرار دارد، این موضوع منجر به گرم شدن بسیار زیاد آنها می‌شود. در مورد سیاره “WASP-۷۶b”، دمای هوا در بخش رو به خورشید به ۴۰۰۰ درجه فارنهایت(۲۲۰۰ درجه سانتیگراد) می‌رسد و سمت تاریک این سیاره تنها ۲۷۰۰ درجه فارنهایت(۱۵۰۰ درجه سانتیگراد) دما دارد، اما به اندازه کافی خنک است که آهن در اتمسفر متراکم شود و به صورت بارانی از فلز مذاب روی سطح سیاره بریزد.